# Samuel Swinton Jacob

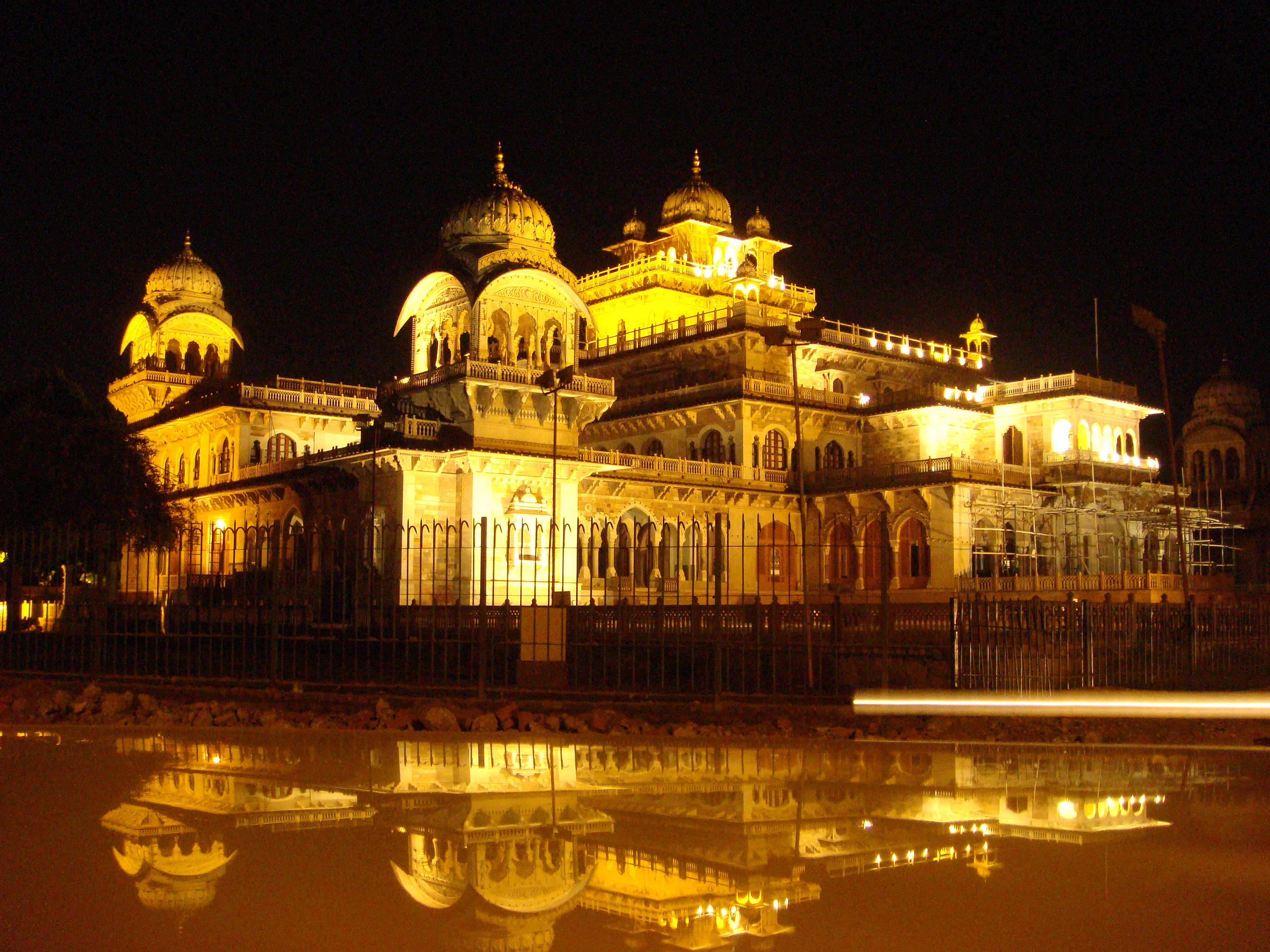
Museo Albert Hall, Jaipur

Samuel Swinton Jacob (1841–1917) fue un ingeniero, arquitecto y escritor inglés, que trabajó en la India, es especialmente conocido por el diseño de numerosos edificios públicos en estilo indo-sarraceno.

## Comienzos
Nació el 14 de enero de 1841, es hijo del coronel W. Jacob y Jane Swinton, nieta del capitán Samuel Swinton RN, quien fue la inspiración para la historia de The Scarlet Pimpernel. Concurrió a la escuela Cheam y luego al Seminario Militar Addiscombe de la East India Company en Addiscombe.

## Carrera
En 1858 ingresa en la Artillería de Bombay, al cabo de cinco años obtiene una certificación como ingeniero. Luego de trabajar inicialmente para el Departamento de Obras Públicas, y un breve período con la Aden Field Force en 1865–6, en 1867 es designado ingeniero jefe del estado de Jaipur en Rajasthan, India. El resto de su vida trabaja desde dicho cargo hasta que se retira a los 71 años
Cuando se convierte en ingeniero jefe y se hace cargo del departamento de obras públicas de Jaipur, el mismo solo hacia siete años que había sido creado. 
Fue ascendido a teniente coronel en 1885, y a coronel en 1889. En 1901 fue distinguido con la medalla Kaisar-I-Hind por Servicios Públicos. En 1902, Jacob fue nombrado caballero comendador de la Orden del Imperio de la India.
Estuvo casado con Mary Brown desde 1874 hasta su fallecimiento. Fallece en Weybridge el 4 de diciembre de 1917.

## Arquitectura
El departamento de Jacob era responsable por la construcción de toda la obra pública en el estado de Jaipur desde muros, sedes judiciales, alojamientos, caminos, canales y grandes edificios públicos. 
A diferencia de muchos oficiales británicos asentados en la India Jacob se destacaba por su respeto por las tradiciones y habilidades arquitectónicas locales, por lo cual incorpora numerosas soluciones arquitectónicas indias en sus diseños de edificios. Junto con F. S. Growse, Robert Fellowes Chisholm, Charles Mant, Henry Irwin, William Emerson, George Wittet y Frederick Stevens; es un pionero del estilo de arquitectura indo-sarraceno.
Jacob publica en 1890-1913 el Jeypore portfolio de detalles arquitectónicos, que contiene numerosos dibujos, en 12 volúmenes.
En 1911 apenas acababa de regresar a Inglaterra fue reclutado por el secretario de estado de la India para ayudar a Edwin Lutyens y Herbert Baker en el diseño de New Delhi. Pronto su salud debilitada le obliga a abandonar el proyecto.

## Edificios destacados
- Albert Hall Museum, Jaipur. También denominado Museo Central del Gobierno. Se encuentra en Ram Niwas Bagh, fue construido entre 1880 y 1887 luego de abandonar un diseño original de Frederick de Fabeck del cual el Príncipe de Gales había colocado la piedra fundacional en 1876. El maharaja Ram Singh inicialmente deseaba que este edificio fuera una sede del gobierno municipal, pero su sucesor, Sawai Madho Singh, decide que sea el museo de arte de Jaipur.
- Jaipur Gate, 1886 (con Thomas Holbein Hendley). La estructura "exotica" de teca india fue tallada en Shekhawati y transportada a Londres para una exhibición. En 1926 se la mudó a Hove, East Sussex, donde se encuentra en los jardines del Hove Museum and Art Gallery.[8]
- Edificios del jubileo, Jodhpur, 1887–96.[9]
- El edificio del antiguo Colegio de San Esteban en Kashmiri Gate en Delhi. Construido entre 1890 a 1891.[10]
- La casa Bikaner, Mount Abu. Construida en 1893 como residencia de verano para el maharaja de Bikaner. En la actualidad aloja al Palace Hotel.
- Laxmi Niwas Palace, Bikaner. Construido en 1896-1902 y luego ampliado desde 1902 hasta 1926 para convertirlo en el Lalgarh Palace.
- Umed Bhawan Palace, Kota. Construido en 1904. En la actualidad es el Welcom Heritage Hotel.[11]
- Colegio de Medicina King George, Lucknow. Construido en 1905. En la actualidad denominado Universidad de Medicina King George.
- Palacio Rambagh, diseñado en 1905 por Jacob, fue construido en 1909-16 por Chiman Lal y Bhola Nath.[12]
- Daly College, Indore, 1912.

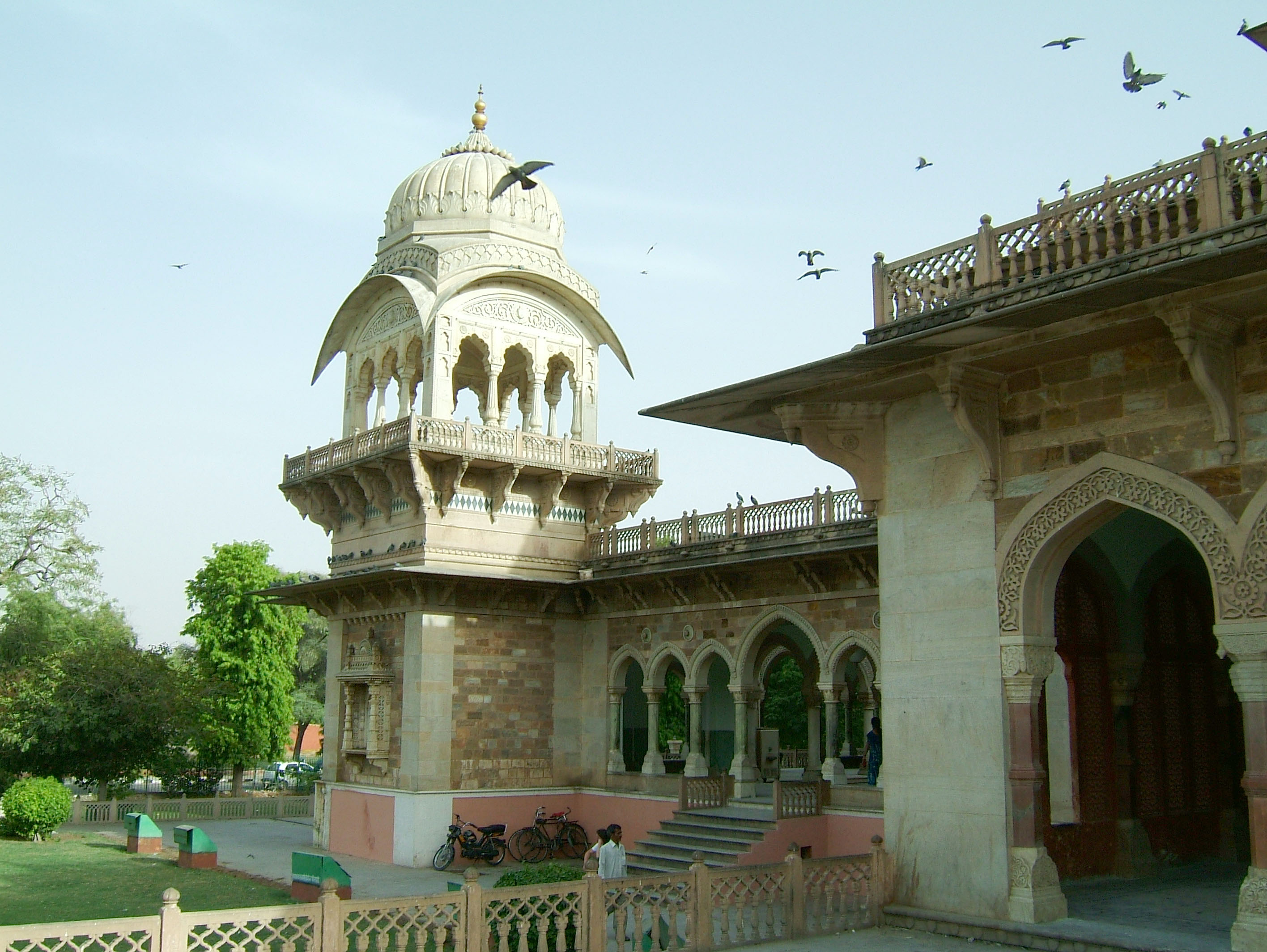
Museo Albert Hall, Jaipur
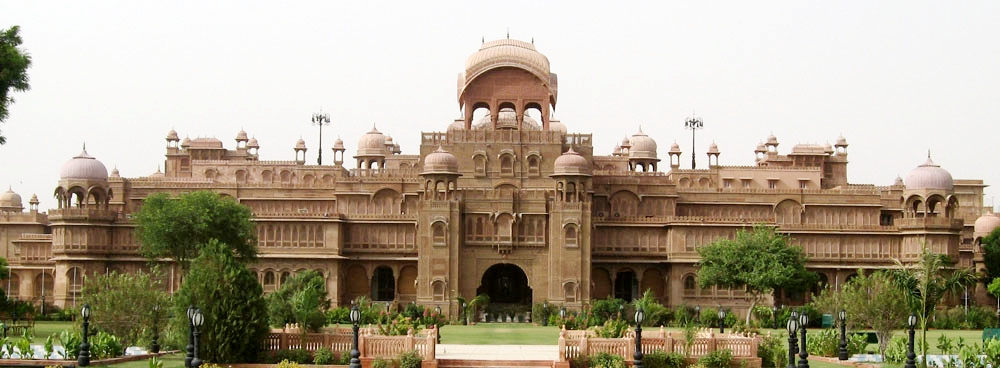
Palacio Laxmi Niwas, Bikaner
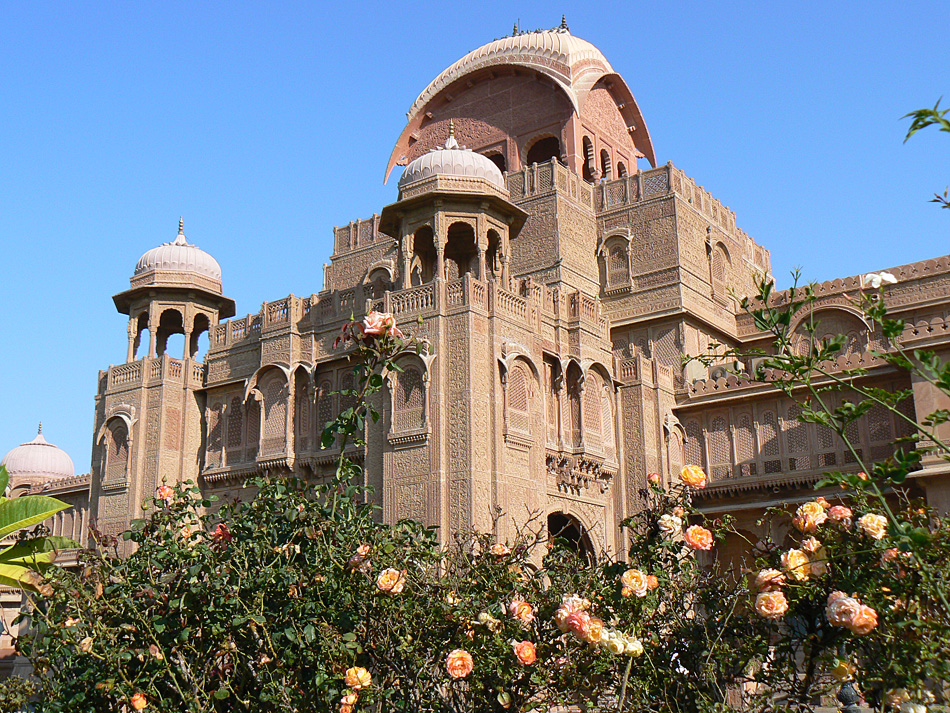
Palacio Lalgarh, Bikaner
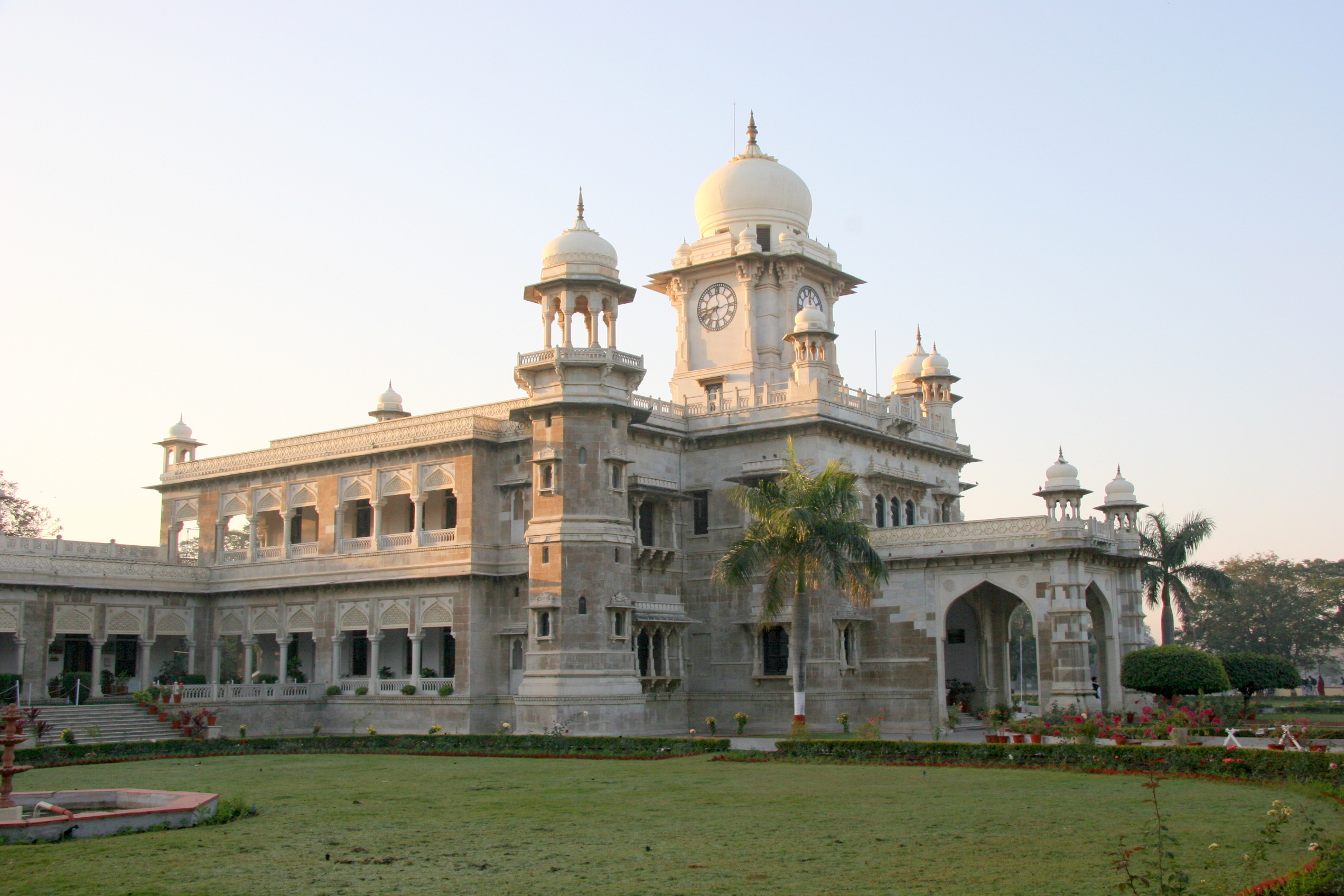
Daly College, Indore
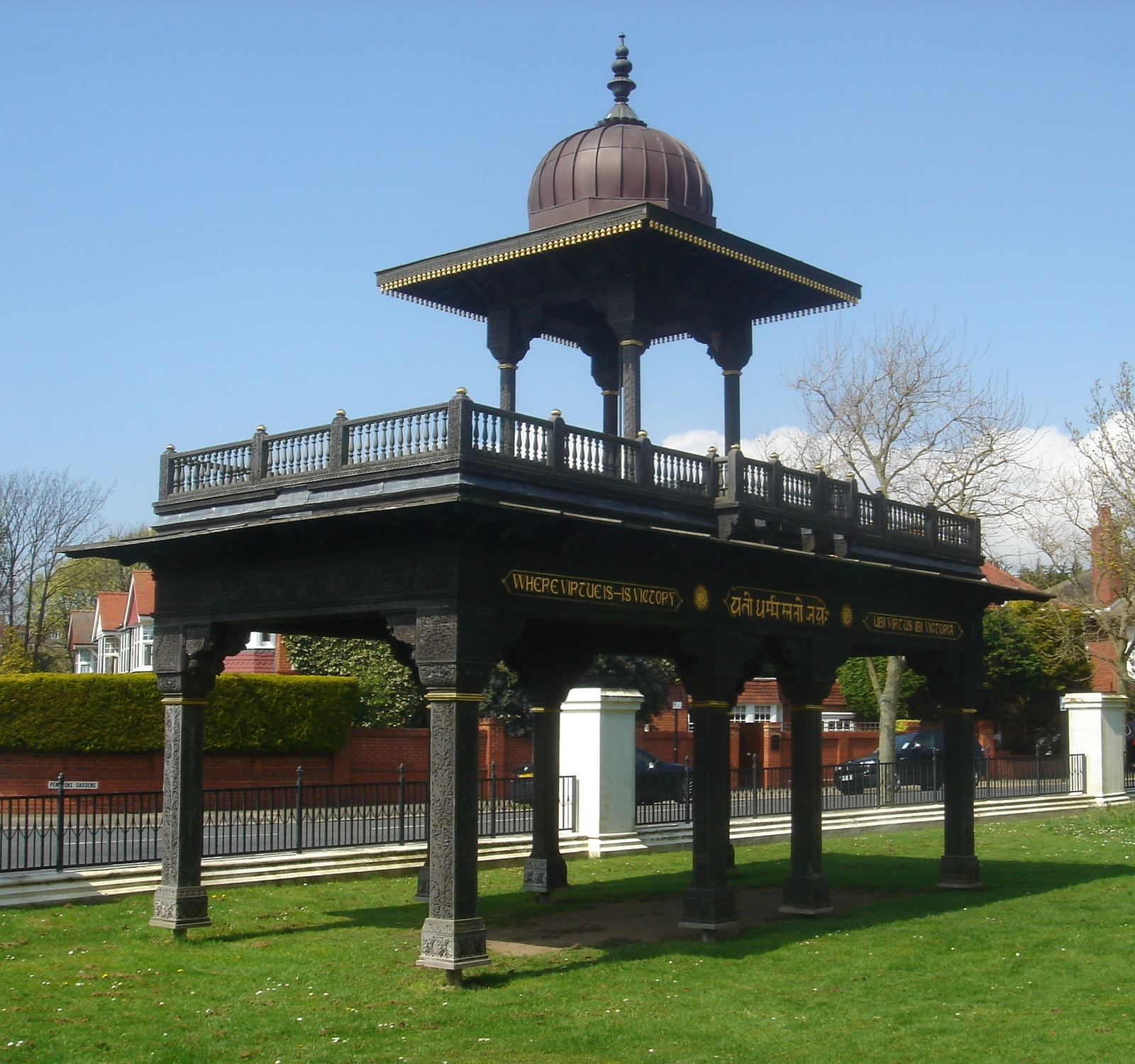
Jaipur Gate, Hove
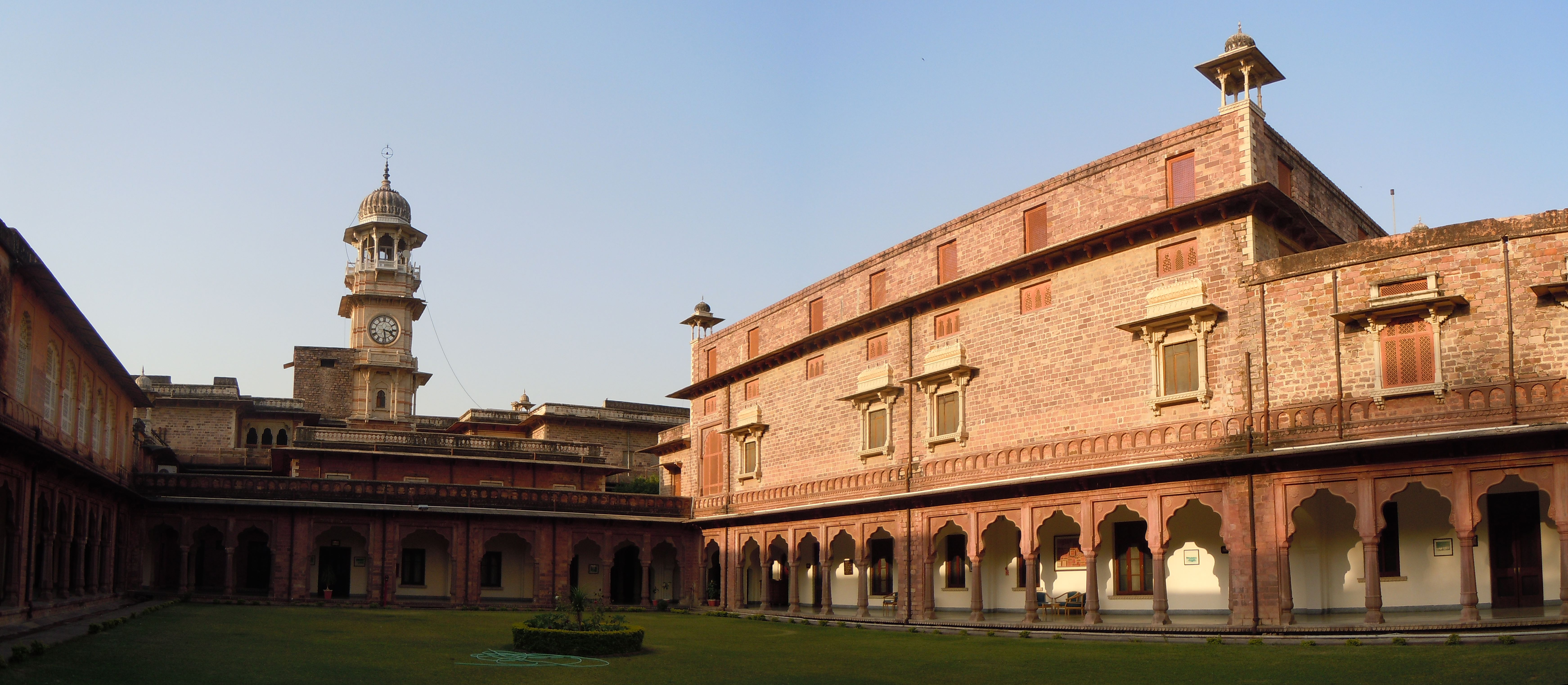
Patio del Palacio Umed Bhawan.